# Cormeilles (Eure)
Cormeilles è un comune francese di 1 209 abitanti situato nel dipartimento dell'Eure nella regione della Normandia.

## Società

### Evoluzione demografica
Abitanti censiti

## Amministrazione

### Gemellaggi
- Düren - Germania